# Laurent Heynemann
Laurent Heynemann est un réalisateur français né le 9 novembre 1948 à Paris.

## Biographie
Laurent Heynemann est né dans une famille juive le 9 novembre 1948 à Paris 16ème, il est un réalisateur de cinéma et de télévision. Ancien assistant de Bertrand Tavernier, il se spécialise dans les films politiques : il parle de la bataille d'Alger dans La Question, du terrorisme allemand dans Il faut tuer Birgit Haas, de la Gestapo dans Stella. Pour la télévision, il a réalisé René Bousquet ou le Grand Arrangement, Un homme d'honneur sur Pierre Bérégovoy, ou bien encore Accusé Mendès France. Dans la Série Noire du samedi soir en 1985, il adapte le roman de Didier Daeninckx, Meurtres pour mémoire, qui croise deux pages sombres de l'Histoire de France : la guerre d'Algérie et la Seconde Guerre mondiale. On lui doit également une adaptation de Frédéric Dard (La Vieille qui marchait dans la mer) et trois adaptations de Maupassant pour France 2 : L'Héritage, Ce cochon de Morin et L'Assassin.
Époux de la monteuse Marion Monestier, il a été élu président de la Société des auteurs et compositeurs dramatique (SACD) en juin 2010.

## Filmographie

### Réalisateur

#### Cinéma
- 1977 : La Question avec Jacques Denis et Nicole Garcia
- 1979 : Le Mors aux dents avec Jacques Dutronc, Michel Piccoli et Michel Galabru
- 1981 : Il faut tuer Birgitt Haas avec Philippe Noiret et Jean Rochefort
- 1983 : Stella avec Thierry Lhermitte, Nicole Garcia et Jean-Claude Brialy
- 1986 : Les mois d'avril sont meurtriers avec François Berléand et Jean-Pierre Marielle
- 1990 : Faux et Usage de faux avec Philippe Noiret et Robin Renucci
- 1991 : La Vieille qui marchait dans la mer avec Jeanne Moreau et Michel Serrault
- 2001 : Un aller simple avec Jacques Villeret, Barbara Schulz et Lorànt Deutsch
- 2019 : Je ne rêve que de vous avec Hippolyte Girardot, Elsa Zylberstein et Philippe Torreton

#### Télévision

##### Téléfilm
- 1985 : Série noire : Meurtres pour mémoire avec Christophe Malavoy, Christine Boisson, Georges Marchal, François Berléand.
- 1985 : Le Dernier Civil, avec Max von Sydow et Mathieu Carrière
- 1989 : Ceux de la soif, avec Bruno Cremer et Mimsy Farmer
- 1989 : Série noire : Main pleine
- 1992 : La Place du père, avec Richard Anconina
- 1994 : Cognacq-Jay, avec Christian Charmetant, Mathieu Carrière
- 1996 : Cœur de cible, avec Francis Huster, Marianne Basler et José Garcia
- 1996 : J'ai rendez-vous avec vous, avec Mireille Darc et François Berléand
- 1998 : Deux flics, avec Daniel Ceccaldi et Pierre Cassignard
- 1999 : Véga, avec Claude Brasseur
- 2001 : Le Malade imaginaire de Molière, mise en scène Claude Stratz, Comédie-Française
- 2004 : Quand la mer se retire, avec Cristiana Réali, Bruno Todeschini
- 2006 : René Bousquet ou le Grand Arrangement, avec Daniel Prévost, Ludmila Mikaël et Michel Aumont
- 2007 : L'Héritage, avec Eddy Mitchell, Chloé Lambert
- 2008 : Ce cochon de Morin, avec Julien Boisselier, Didier Bénureau
- 2008 : Un homme d'honneur, avec Daniel Russo et Dominique Blanc
- 2008 : La Mort n'oublie personne, avec Malik Zidi et Judith Davis
- 2009 : Boubouroche, avec Julie Depardieu
- 2010 : Un gentilhomme, avec Daniel Russo
- 2010 : Le Roi, l'Écureuil et la Couleuvre, avec Lorànt Deutsch et Thierry Frémont
- 2011 : Accusé Mendès France, avec Bruno Solo
- 2011 : L'Assassin, avec Pierre Palmade
- 2012 : Pour toi j'ai tué, avec Natacha Régnier
- 2013 : La grande peinture, avec Régis Laspalès et Philippe Chevallier
- 2013 : La Rupture, avec Hippolyte Girardot et Grégori Dérangère[3]
- 2021 : Laval, le collaborateur, avec Patrick Chesnais

##### Série télévisée
- 1988 : Médecins des hommes, épisode La Naissance: Le pays du soleil levant
- 1995 : L'Instit, épisode L'Angélus du corbeau

- 2003-2004 : Maigret : épisodes :
  - 2003 : Maigret et la princesse
  - 2003 : L'ami d'enfance de Maigret
  - 2004 : Maigret et le clochard
  - 2004 : Maigret en meublé

#### Autres
- 1986 : 14 contre 1 (Frame up), une fiction interactive distribuée sur vidéodisque et disquette pour PC.

### Assistant réalisateur
- 1971 : L'Humeur vagabonde de Edouard Luntz
- 1972 : R.A.S. d'Yves Boisset
- 1973 : L'Horloger de Saint-Paul de Bertrand Tavernier
- 1974 : Les Guichets du Louvre de Michel Mitrani
- 1975 : Que la fête commence de Bertrand Tavernier
- 1975 : Folle à tuer d'Yves Boisset

## Distinctions
- Chevalier de la Légion d'honneur le 14 novembre 2011.
- Commandeur de l'ordre des Arts et des Lettres en 2010.